# Lối qua đường cho người đi bộ
Lối qua đường cho người đi bộ là nơi dành riêng cho người đi bộ băng qua đường. Vạch băng qua đường được thiết kế để giữ người đi bộ lại với nhau, nơi người lái xe có thể nhìn thấy và nơi họ có thể băng qua đường an toàn nhất qua luồng giao thông xe cộ.
Ở châu Âu, lối qua đường có kẻ vạch vằn là một loại phương tiện giao thông phổ biến. Từ ngữ dành cho người đi bộ được sử dụng trong một số điều ước quốc tế về giao thông đường bộ và biển báo đường bộ, như Công ước Viên về Giao thông đường bộ và Công ước Viên về Báo hiệu và Tín hiệu Giao thông Đường bộ.
Đường dành cho người đi bộ được đánh dấu thường được tìm thấy tại các giao lộ, nhưng cũng có thể ở các điểm khác trên những con đường đông đúc, nếu không quá an toàn để vượt mà không có sự trợ giúp do số lượng xe, tốc độ hoặc chiều rộng đường. Chúng cũng thường được lắp đặt ở nơi có số lượng lớn người đi bộ đang cố gắng băng qua (chẳng hạn như trong khu vực mua sắm) hoặc nơi những người đi đường dễ bị tổn thương (như trẻ em đi học) thường xuyên qua lại. Các quy tắc chi phối việc sử dụng đường dành cho người đi bộ để đảm bảo an toàn; ví dụ, ở một số khu vực, người đi bộ phải đi được hơn nửa đường băng qua đường trước khi tài xế tiến hành.
Đường dành cho người đi bộ được báo hiệu tách biệt rõ ràng khi mỗi loại phương tiện giao thông (người đi bộ hoặc phương tiện giao thông đường bộ) có thể sử dụng giao cắt. Ngã tư không được đánh giá thường hỗ trợ người đi bộ và thường ưu tiên người đi bộ, tùy thuộc vào địa phương. Những gì dường như chỉ là đường dành cho người đi bộ cũng có thể được tạo ra phần lớn như một kỹ thuật làm dịu giao thông, đặc biệt là khi kết hợp với các tính năng khác như ưu tiên cho người đi bộ, khu vực nhô lên giữa đường cho người đi bộ hoặc bề mặt nổi lên.

## Lịch sử

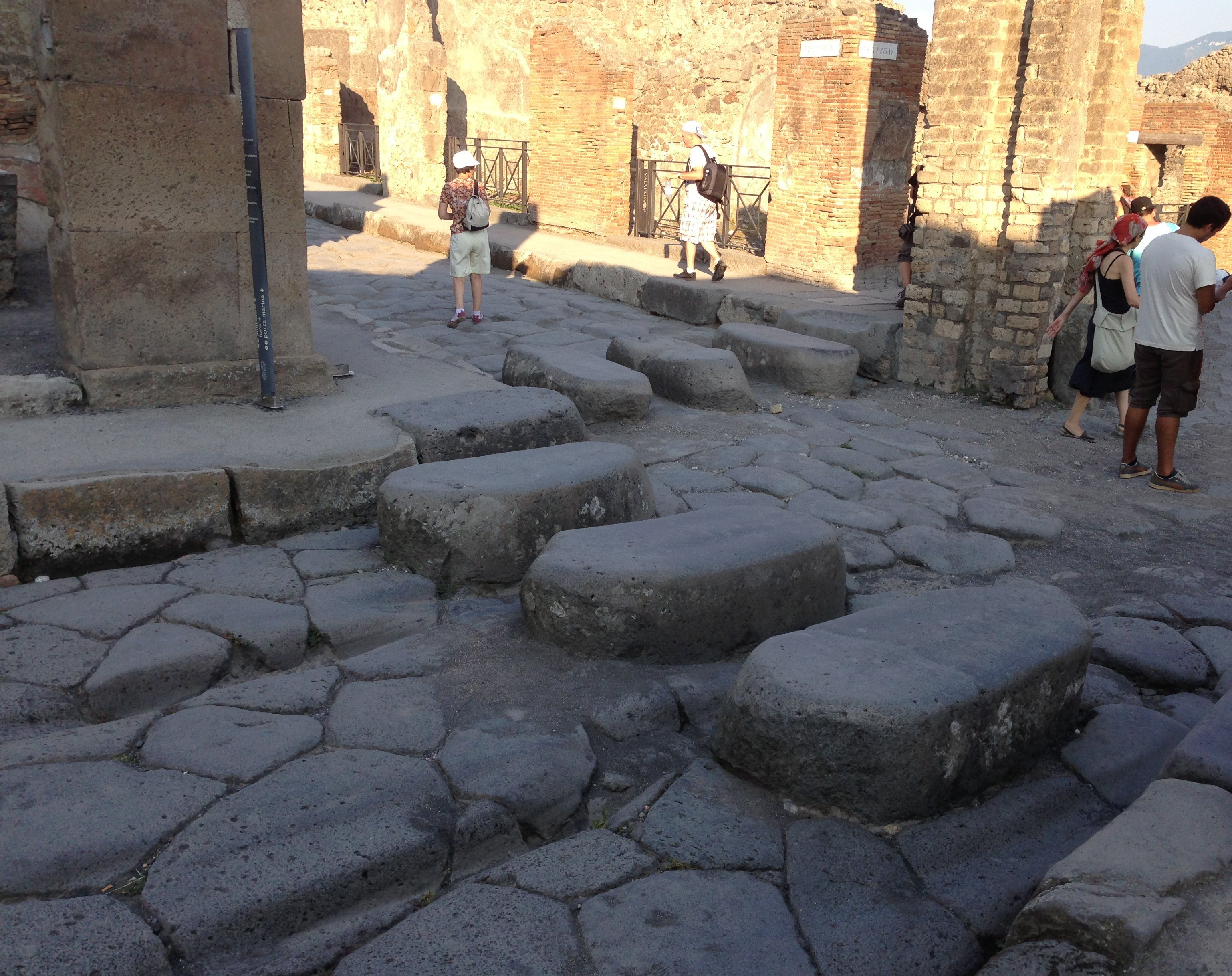
Lối qua đường cho người đi bộ là phổ biến ở thành phố Pompeii của La Mã.

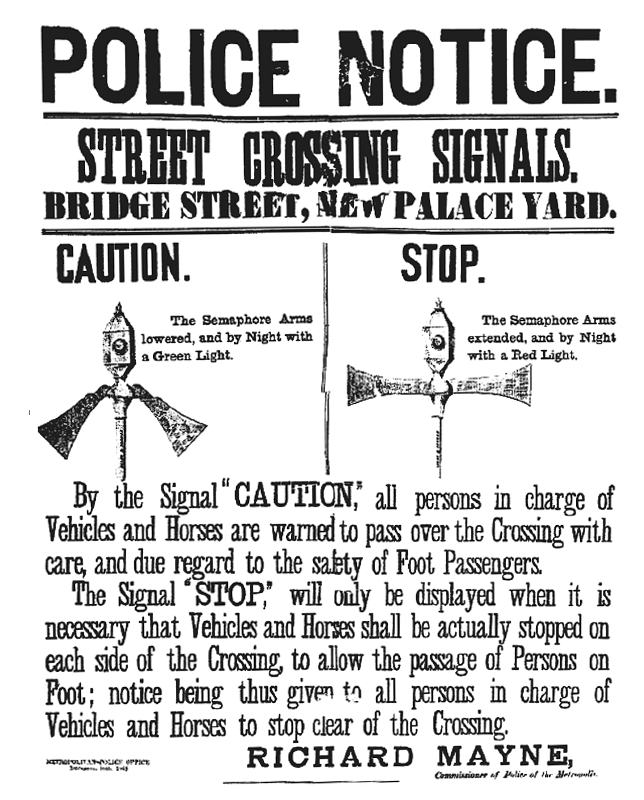
Thông báo cảnh sát giải thích hoạt động của tín hiệu qua đường dành cho người đi bộ đầu tiên.

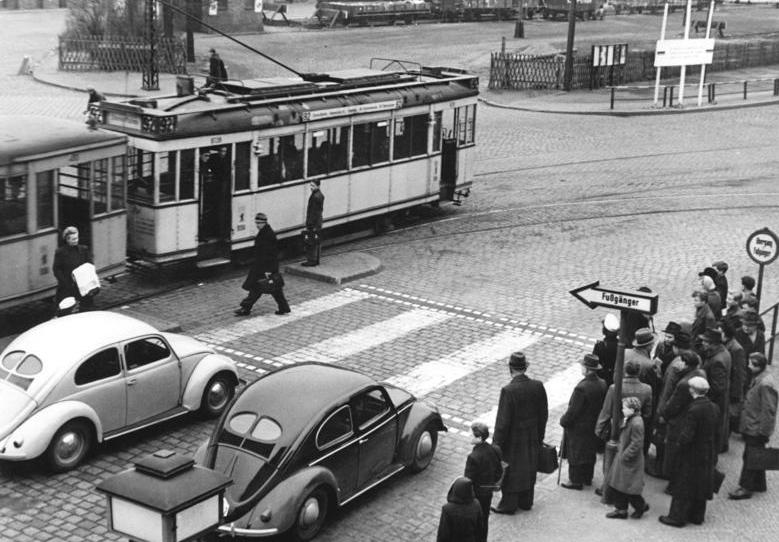
Lối qua đường dành cho người đi bộ (Berlin 1952)

Lối qua đường dành cho người đi bộ đã tồn tại hơn 2000 năm trước, như có thể thấy trong tàn tích của Pompeii. Các khối được nâng lên trên đường cho phép người đi bộ băng qua đường mà không phải tự mình bước lên đường, được nhân đôi khi hệ thống xử lý nước thải và thoát nước của Pompei. Khoảng cách giữa các khối cho phép xe ngựa kéo đi dọc theo con đường.
Tín hiệu qua đường dành cho người đi bộ đầu tiên được dựng lên ở Bridge Street, Westminster, London, vào tháng 12 năm 1868. Đó là ý tưởng của John Peake Knight, một kỹ sư đường sắt, người nghĩ rằng nó sẽ cung cấp một phương tiện cho phép người đi bộ băng qua một cách an toàn bận rộn này. Tín hiệu này bao gồm một nhánh semaphore (được sản xuất bởi Saxby và Farmer, những người sản xuất tín hiệu đường sắt), được nâng lên và hạ xuống bằng tay bởi một cảnh sát có thể xoay một tay cầm ở bên cột. Các cánh tay semaphore được tăng cường bằng đèn chiếu sáng khí ở phía trên (màu xanh lá cây và màu đỏ) để tăng khả năng hiển thị tín hiệu vào ban đêm. Tuy nhiên, vào tháng 1 năm 1869, khí được sử dụng để chiếu sáng đèn ở đỉnh bị rò rỉ và gây ra vụ nổ, làm bị thương nhân viên cảnh sát. Không có công việc nào được thực hiện trên đường dành cho người đi bộ được báo hiệu cho đến 50 năm sau.